# Rhododendron quadrasianum
Rhododendron quadrasianum är en ljungväxtart som beskrevs av António José Rodrigo Vidal. Rhododendron quadrasianum ingår i släktet rododendron, och familjen ljungväxter.

## Underarter
Arten delas in i följande underarter:
- R. q. davaoense
- R. q. intermedium
- R. q. marivelesense
- R. q. selebicum

## Bildgalleri

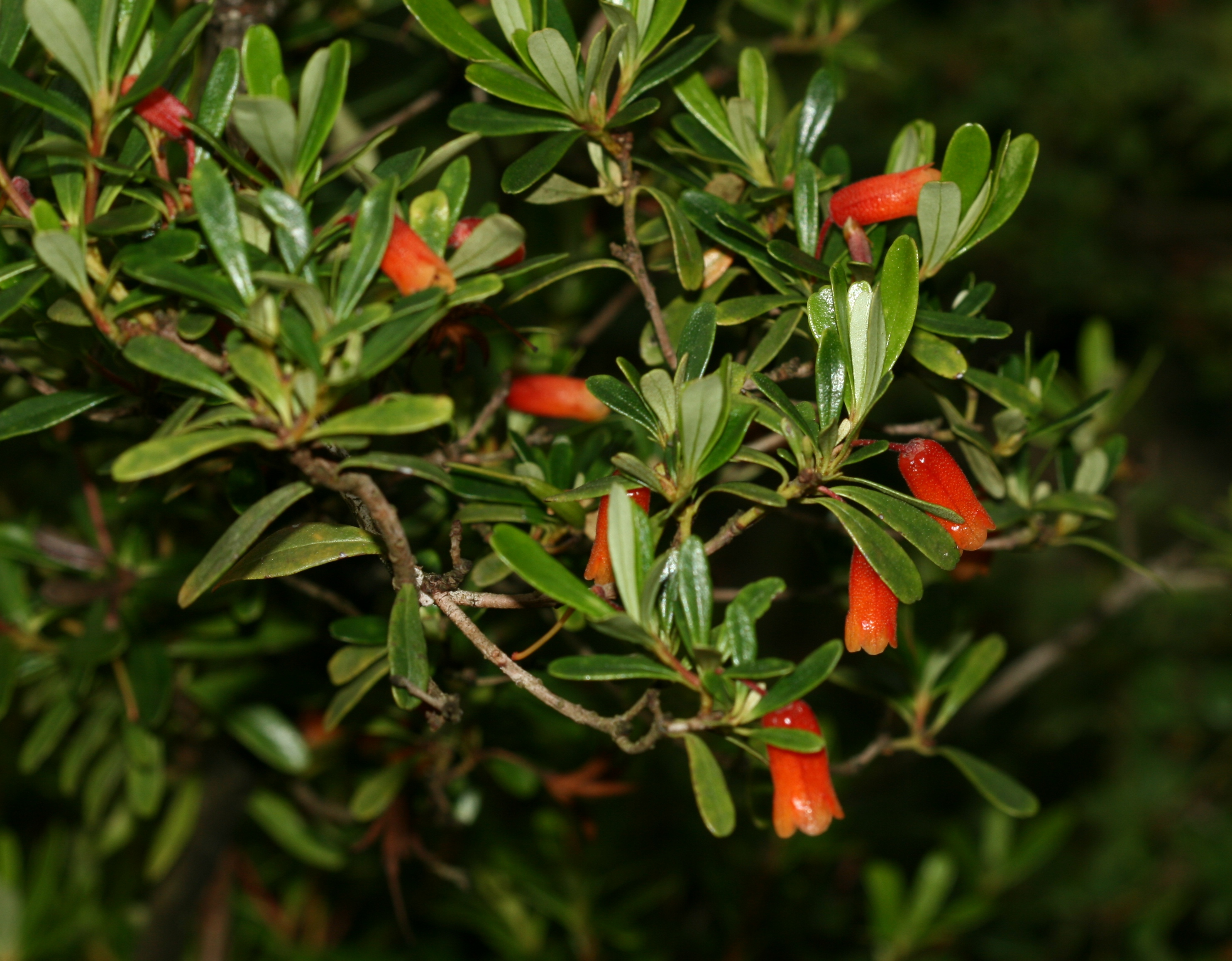